# CarX Street
CarX Street — компьютерная гоночная игра с открытым миром, разработанная компанией CarX Technologies, которая также известна своими играми CarX Drift Racing Online и CarX Highway Racing. Сперва игра была выпущена на мобильных платформах, а позже получила адаптацию для PC и Xbox.

## Игровой процесс
CarX Street позволяет игрокам свободно перемещаться по открытому городу Sunset City и его окрестностям, участвуя в различных типах гонок, таких как спринты, дрифт-заезды и клубные гонки. За победы в гонках игроки получают внутриигровую валюту, которую можно использовать для улучшения автомобилей. Одной из ключевых особенностей игры является возможность приобретать и коллекционировать автомобили, а также детально настраивать их под разные типы заездов. В игре доступны разнообразные опции для тюнинга автомобилей, включая изменение их внешнего вида и характеристик.

### Игровые режимы
В CarX Street доступны следующие игровые режимы:
- Клубные гонки — соревнования с участниками, а также боссами различных клубов. Всего в игре насчитывается 15 разных клубов.
- Элитные гонки — заезды, в которых игроки также соревнуются с участниками и боссами клубов, но награда за победу выше. Элитные заезды открываются игрокам после прохождения клуба. Также отличительной чертой элитных заездов является повышенная сложность соперников.
- Свободные дрифт-заезды — игрокам нужно набрать за ограниченное количество времени необходимое количество Drift Points (очки дрифта). Заезд проходит в ограниченном пространстве парковок, и у игрока нет чёткого маршрута, он выбирает его сам. Чем выше количество очков, тем выше награда.
- Дрифт-заезды — заезды, в которых игрокам нужно набрать определённое количество Drift Points (очки дрифта) на предварительно подготовленных конфигурациях трасс. Чем выше количество очков, тем выше награда.
- Спринт-заезды — гонки на время. Игрокам необходимо проехать определённую конфигурацию трассы за наименьшее количество времени. В некоторых заездах добавляются дополнительные требования, такие как проехать трассу с ограниченным Health Points машины или проехать трассу с минимальным количеством аварий. Чем меньше времени потратил игрок на прохождение заезда, тем выше награда.
- Режим доставки автомобилей и запчастей — в этом режиме игрок выступает в роли курьера и должен доставить автомобиль или посылки за ограниченное время. Помимо таймера, игроку необходимо доставить автомобиль или запчасти с минимальным количеством повреждений.

#### Онлайн-режимы
- Лидерборды — асинхронные онлайн-заезды, в которых игроки соревнуются за верхние позиции в рейтингах и получают эксклюзивные награды. В игре существует несколько подвидов лидербордов:
- Time Attack — режим, в котором игроки соревнуются на своих автомобилях с целью показать лучшее время прохождения трассы. За участие в этом режиме игроки получают внутриигровую валюту.
- Time Hunters — режим моно-класса, где всем участникам предоставляется одинаковый заранее настроенный автомобиль. В качестве награды игроки могут получить этот автомобиль.
- Mystery Car — в этом режиме игроки участвуют в гонках на собственных автомобилях, а в награду получают случайный автомобиль.
- Battle Mode — быстрый заезд один на один. Игроки соревнуются на заранее подготовленной трассе, стараясь обогнать оппонента. Перед началом заезда делается ставка, которая переходит в награду победителю.
- Chase Mode — быстрый заезд один на один, где цель — оторваться от оппонента на определённое расстояние. В этом режиме нет фиксированной трассы или зоны, игроки сами выбирают маршрут.
- Speed League — классический режим гонок с возможностью делать ставки на автомобили, золотую или обычную внутриигровую валюту. Здесь игроки могут настроить параметры гонки, включая заезды, количество участников и коллизии. Режим поддерживает гонки до шести игроков, и победитель получает все ставки.
- Street Net League — режим, аналогичный Speed League, но без возможности настройки гонок. Награды здесь фиксированные, и, как в Speed League, заезды поддерживают до шести игроков.

## Разработка и релиз
Изначально игра CarX Street разрабатывалась исключительно как проект для ПК и игровых приставок, однако разработчики из CarX Technologies решили сменить фокус на мобильную разработку.
Версия для iOS вышла в мировой релиз 17 ноября 2022 года. За первую неделю после выхода игра вошла в список топ-5 самых кассовых гоночных игр в App Store в мире, заняв вторую позицию.
Разработка версии для Android затянулась из-за технических проблем и необходимости оптимизации. Открытый бета-тест версии для Android начался 30 декабря 2022 года для игроков из России и стран СНГ. Официальный релиз Android-версии состоялся 8 февраля 2023 года. На сегодняшний день количество загрузок мобильной версии превышает 50 миллионов, а выручка за 2023 год составила более 10 миллионов долларов США.
Разработчики работали над ПК-версией CarX Street в течение 5 лет. Первые упоминания о проекте датируются 2019 годом. За это время релиз неоднократно откладывался, что вызвало недовольство среди игроков. Мировой релиз игры на ПК состоялся 29 августа 2024 года в Steam и VK Play.
Несмотря на успех, включая попадание в топ-10 самых кассовых игр в мире в Steam и более 600 тысяч добавлений в список желаемого до релиза, релиз сопровождался критикой за баги, недостатки оптимизации, физику управления автомобилем и использование синтезированного голоса для озвучки.
18 июня 2025 года состоялся выпуск CarX Street на Xbox Series X/S. Разработчиком была также подтверждена версия для PlayStation 5, выход которой запланирован на лето 2025 года.
Игра поддерживает кроссплатформенный мультиплеер, позволяя владельцам консолей играть вместе с пользователями ПК. По словам CarX Technologies, консольная версия проекта получит ряд крупных обновлений, включающих новые многопользовательские режимы, джимхану, командный мультиплеер, динамическую систему погодных условий, сеть скоростных магистралей, полноценную сюжетную кампанию, а также механику полицейских погонь.